# Voo Air India 245
Voo Air India 245 foi uma rota comercial internacional entre Bombaim e Londres, operada pela Air India. Em 3 de novembro de 1950, a aeronave Lockheed L-749 Constellation, que fazia a rota, chocou-se contra a encosta do lado francês do Monte Branco ao se aproximar para pouso no Aeroporto Internacional de Genebra, a segunda escala do voo, depois de ter feito a primeira escala no Cairo. No acidente morreram todas as 48 pessoas a bordo.

## Aeronave
A aeronave, um Lockheed L-749 Constellation, tinha registro VT-CQP e número de série 2506. O primeiro voo foi em 1948. Era denominada pela companhia como Malabar Princess.
Foi um dos três Constellation entregues à Air India entre março e junho de 1948 para operarem a nova rota entre Bombaim e Londres, inaugurada em junho daquele ano. As outras duas aeronaves foram denominadas Rajput Princess, com registro VT-CQR e Mughal Princess, com registro VT-CQS.

## Acidente

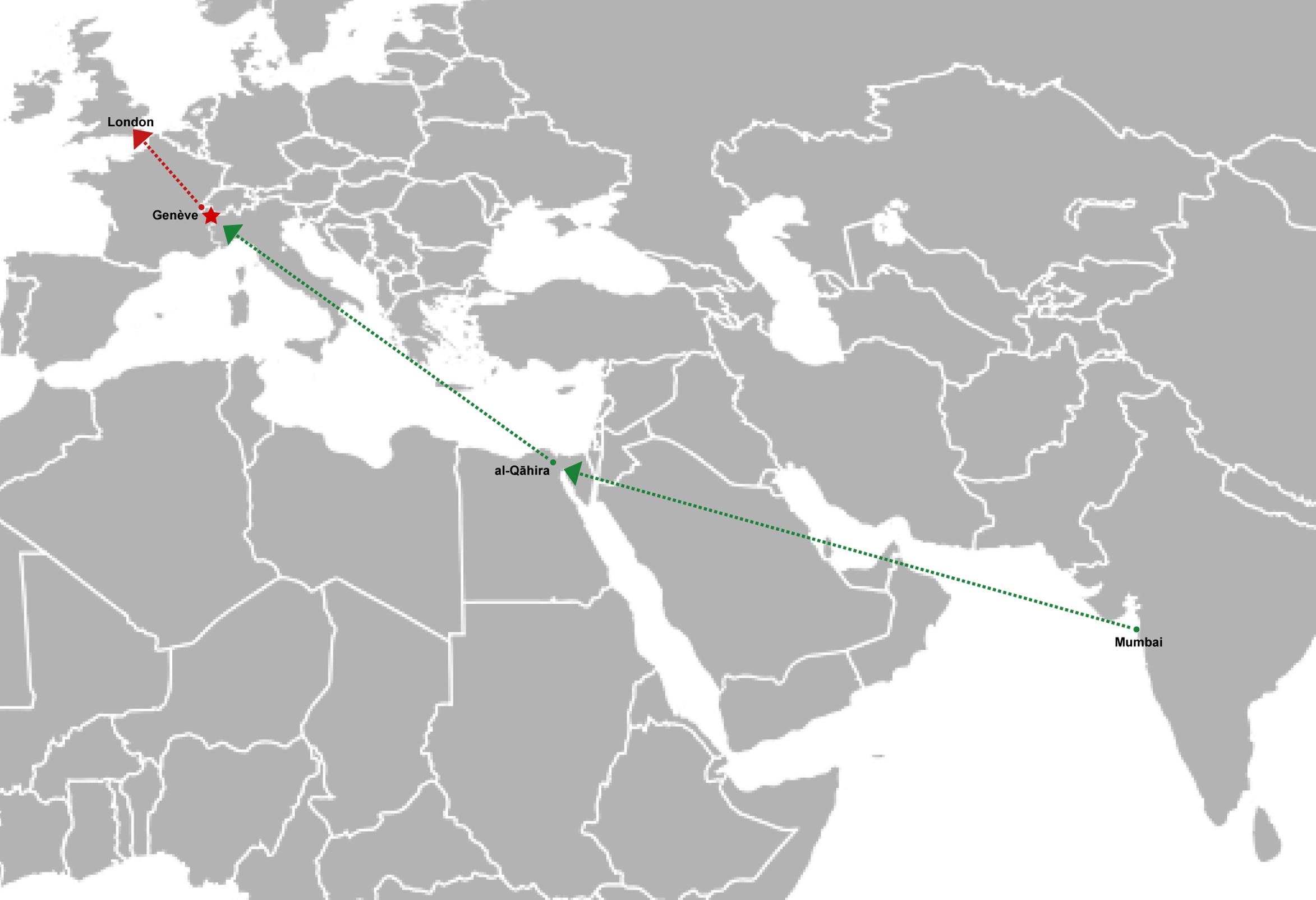
Rota do voo Air India 245

O Malabar Princess foi avistado pela última vez pouco depois das 10h30 nos céus da comuna francesa de Grenoble. A última comunicação de rádio com a torre de controle de Genebra havia sido feita alguns minutos antes, quando o avião estava a 25 quilômetros a noroeste de Grenoble. Sobrevoou a comuna de Voiron a uma altitude de aproximadamente 5 000 metros (16 000 pés) e logo em seguida chocou-se contra a encosta do Monte Branco, a uma altura de 4 677 metros (15 000 pés) acima do nível do mar. No momento da colisão e nos dias seguintes, as condições atmosféricas eram desfavoráveis, com fortes ventos e visibilidade muito limitada. Se o avião estivesse a apenas trinta metros a oeste, o acidente teria sido evitado. A bordo, além de oito tripulantes, estavam quarenta marinheiros indianos que seguiam para Newcastle, na Inglaterra, de onde zarpariam para os Estados Unidos. Todos morreram no acidente.
Dezesseis anos depois, em 24 de janeiro de 1966, outro avião da Air India, um Boeing 707 que fazia a mesma rota (que havia sido reidentificada para Air India 101) chocou-se contra a encosta do Monte Branco (Voo Air India 101 [en]), não muito distante daquele mesmo ponto. No acidente morreram todas as 117 pessoas a bordo.

## Buscas e resgate

Pista do aeroporto de Genebra, em imagem de 1949. Ao fundo, os Alpes franceses.

As equipes de resgate foram alertadas três horas depois da última comunicação de rádio. Devido à forte nevasca que caía nas montanhas, as equipes de busca não puderam ser enviadas. Apenas dois dias depois, com a melhora das condições meteorológicas, um Dakota da Swissair conseguiu localizar a fuselagem do Malabar Princess com as asas separadas, que estavam no lado italiano da montanha. Na manhã do dia seguinte foi realizado um novo levantamento aéreo que identificou mais destroços, que haviam se precipitado por mais de mil metros no lado francês da montanha. Em 6 de novembro, em uma tentativa de resgatar algum sobrevivente, um guia de montanha de Chamonix, de quarenta anos, René Payot, caiu em uma fenda e foi coberto por seis metros de neve. Seu corpo foi recuperado três horas depois e o homem se tornou mais uma vítima da tragédia. Por fim, no dia 8 de novembro, cinco guias de montanha conseguiram, com uma subida ousada em meio à tempestade e ao vento que mal permitia que andassem, chegar aos restos da aeronave. Relataram que o avião teria atingido o rocha e depois explodiu. Os corpos encontrados estavam irreconhecíveis, parcialmente carbonizados. Os mesmos cinco guias conseguiram recuperar e trazer de volta sessenta quilos de correspondência encontrados entre os destroços.
Os destroços nunca foram removidos devido às dificuldades operacionais. Nos anos seguintes ao acidente, a própria montanha devolveu restos humanos, objetos e partes da aeronave. Em particular, em 1978, mais cartas foram  encontradas e entregues aos destinatários. Em 1986, o alpinista Christian Mollier encontrou uma das rodas. Em setembro de 2013 foi encontrada uma caixa contendo esmeraldas, safiras e rubis, que se acredita estarem a bordo do Malabar Princess ou do voo Air India 101, que caiu no mesmo lugar em 1966.

## Na cultura popular
- O acidente do voo 245 da Air India inspirou o romance A Neve em Luto (La Neige en Deuil) - 1952, do escritor francês Henri Troyat
- Baseado no romance de Henri Troyat, foi produzido em 1956 o filme The Mountain (filme de 1956) [en], com Spencer Tracy e Robert Wagner.
- Em Le fabuleux destin d'Amélie Poulain, filme de 2001, a protagonista lê no jornal sobre a descoberta acidental por alguns montanhistas no Monte Branco, de uma mala postal que pertencia ao Malabar Princess, que havia se acidentado quarenta anos antes. Ela aproveita para inventar uma farsa e mandar entregar a última carta de amor do marido à porteira do prédio em que mora, depois de ficar viúva, como se tivesse sido encontrada naquela circunstância.
- No filme Malabar Princess [en] (2004), dois meninos que moram nas encostas do Monte Branco decidem escalar a montanha em busca dos restos do acidente.